# أرغستو
أرغوستو (باليونانية: Argystos) هي مدينة وبلدة في مقاطعة كاتانزار والواقعة في منطقة كالابريا بجنوب إيطاليا .